# Magyar Néphadsereg
A Magyar Néphadsereg (rövidítve MN) a Magyar Népköztársaság fegyveres erőinek elnevezése volt 1951 és 1990 között. Feladata Magyarország szuverenitásának és területi épségének biztosítása, a polgári védelem erősítése, továbbá 1955-től a Varsói Szerződés kereteiben vállalt kötelezettségek ellátása, a katonai szövetség kollektív védelmének erősítése volt. A Néphadsereg – más katonai szervezetekhez hasonlóan – függelmi rendszerben működő és centrálisan vezetett fegyveres állami szervezet volt. Állományát az általános hadkötelezettség alapján sorozott sorállomány és a hivatásos állomány alkotta. Működési rendjét jogszabályok rögzítették.
Elődjének az 1945-ben megszűnt, illetve megsemmisült Magyar Királyi Honvédség tekinthető, eszközállományának egy részét is ettől a szervezettől vette át, más részét a Szovjetuniótól kapta, illetve vette. A kezdetben Magyar Honvédség nevű katonai szervezet 1951. június 1-jén vette fel a Magyar Néphadsereg megnevezést. 1951 végétől megkezdődött a csapatok szovjet mintájú egyenruházattal való ellátása. Politikai felügyeletét az MSZMP Néphadseregi Bizottsága látta el, amely 1989 októberében oszlott fel, illetve a szervezeten belüli politikai főcsoportfőnökség.
Magyarország haderejét Magyar Néphadsereg helyett 1990. március 15-étől ismét Magyar Honvédségnek nevezik.

## Története
Kezdeti létszámát az 1947-es párizsi békeszerződésben kötötték ki. Ezt az 1947. évi XVIII. törvény a Párisban 1947. évi február hó 10. napján kelt békeszerződés becikkelyezése tárgyában című jogszabály 12. Cikkében tette közzé:
- a) Szárazföldi hadsereget, ideértve a határvédő csapatokat, a légelhárító és a folyami flotillaszemélyzetet, összesen 65 000 főnyi személyzettel;
- b) Légihaderőt 90 repülőgéppel, ideértve a tartalékokat, amelyből legfeljebb 70 lehet harci repülőgép, összesen 5000 főnyi személyzettel. Magyarország nem tarthat vagy szerezhet meg olyan repülőgépet, amely belső bombahordozó berendezéssel ellátva elsősorban bombázógépnek volt szerkesztve.

A fenti számok minden esetben magukban foglalják a harci, kiszolgáló és vezető személyzetet.
Ami ezen felül állna, azt a szerződés életbelépése után 6 hónappal fel kell számolni.

### A Magyar Néphadsereg megszületése
Az 1947. augusztus 31-i választások a baloldal sikerét hozták. A belpolitikában egyre nagyobb szerepet kaptak az erőszakos, adminisztratív eszközök. Az ellenzéki pártok mandátumainak megsemmisítése, képviselőik külföldre kényszerítése, a munkáspártok egyesítésének erőltetése jelezték, hogy a Magyar Kommunista Párt monopóliumra tör. A szovjet külpolitika a kétoldalú szerződések megkötésével kívánta magához láncolni a közép-európai népi demokráciákat. A belpolitikai paletta egyszínűvé szürkülése együtt járt a nagybankok, nagyvállalatok államosításával, az egyház szerepének háttérbe szorításával és az erőszakszervezetek, közöttük a hadsereg megerősítésével és pártirányítás alá helyezésével.
1947 őszén a Magyar Kommunista Párt Katonai Bizottsága elkészítette a honvédség fejlesztésének tervét. 1952-re kívánták elérni az igényelt létszámot úgy, hogy a létszámnövekedés nem haladta volna meg az előző év 50%-át. 1948-ban fegyvernemi kiképző táborok felállításával számoltak, míg 1949-ben már négy hadtest és 8 dandár keretei álltak volna fel. 1950-ben történik meg a keretek feltöltése, 1951-ben az irányító fegyvernemi parancsnokságok kiépítése. Ennek előzménye volt a magyar–szovjet barátsági és együttműködési szerződés 1948. február 18-i aláírása Moszkvában. Ekkor született döntés szovjet katonai tanácsadók Magyarországra érkezéséről és magyar tisztek szovjetunióbeli kiképzéséről is. Nagy mennyiségű hadianyag érkezett ezek után az országba.
Ekkor a Magyar Demokratikus Hadsereg még egy alacsony létszámmal és viszonylag kevés alakulattal rendelkező haderő volt. Gyalogos csapattestként a hadseregben három zászlóalj volt az 1. hadosztály alárendeltségében. A tüzérség három ütegből állt a 6. hadosztály szervezetében. Ide tartozott az 1. híradózászlóalj is. E két hadosztály harcfeladatok megoldására nem volt képes, kiképző alakulatként működtek. A harckocsizó és gépesített egységeket az 1. hadosztály gépkocsizó zászlóalja képviselte. A műszaki csapatok az 1. műszaki hadosztályba szervezve két utász- és egy aknakutató zászlóaljból tevődtek össze.
A légierőben szolgálók kiképzését az 1. repülő osztály keretein belül folyt. A „Pilis–II” fedőnevű szervezéssel jelent meg új elemként a hadrendben az 1. légvédelmi tüzérosztály, az 1. ejtőernyősszázad és az Országos Légvédelmi Központ. A rendszeresített létszám a polgári alkalmazottakkal együtt alig haladta túl a 36 ezer főt.
A keleti blokk viszonya Jugoszláviával mélypontra jutott, mivel Jugoszlávia vezetője, Josip Broz Tito nem vetette magát alá a Szovjetunió akaratának.
A honvédelmi minisztérium szervezete 1949. február 1-től megváltozott. A miniszter mellett létrehozták titkárságát. Közvetlen alárendeltségébe tartozott a politikai főcsoportfőnök, a honvédség felügyelője, a Honvéd Vezérkar Főnöke , az elhárító, a személyügyi, az anyagi főcsoportfőnökök és egyéb szervek. A honvédség felügyelője irányította az újonnan létrehozott különböző fegyvernemi szemlélőségek (parancsnokságok) és néhány önálló osztály tevékenységét. A vezérkar főnökének megnövekedett súlyát az alárendelt, öt csoportfőnökségbe fogott 16 osztály jelezte.
A hadseregen belüli politikai irányítás és ellenőrzés eszköze a politikai tiszti intézmény volt. 1949. február 18-tól szakasztól felfelé politikai tiszteket rendszeresítettek a parancsnok mellé rendelve. A politikai tisztek elöljáró szerve a politikai főcsoportfőnökség volt, élén a miniszter első helyettesével, a volt partizán Nógrádi Sándor altábornaggyal. Politikai tisztek képzése a Petőfi Akadémián, a továbbképzésük a Sztálin Akadémián történt.
1949. március 16-ával lépett érvénybe a „Klapka” fedőnevű szervezési rendelet. Minőségileg új hadosztályok jelentek meg: az 1. lövészhadosztály két lövészezreddel, felderítőszázaddal, tüzérezreddel, páncéltörő ágyús és légvédelmi tüzérosztályokkal, műszaki és híradózászlóaljakkal. Az 1. páncéloshadosztály egy gépkocsizó lövész és egy harckocsiezredből, felderítő-zászlóaljból, gépvontatású tüzér-, rohamtüzér-, légvédelmi tüzérosztályokból, műszaki és híradózászlóaljakból állt. A hadosztályok szervezetüket, fegyverzeti felszerelésüket tekintve képesek voltak eredményes harctevékenység folytatására, de a hadosztályhoz tartozó kiképző táborok jelzik, hogy a kiképzés még mindig alapvető feladat maradt. A hadrend új, kiképző repülőezred felállításával {I-406.} is számolt, ez azonban a szovjet harci repülőgépek beérkezésének csúszása miatt a következő évben realizálódott. Több új hadseregközvetlen alakulat (huszár-, híradó- és tüzérezredek; műszaki, közlekedési, aknakutató, ejtőernyős, rádiófelderítő zászlóaljak; légvédelmi tüzér- és folyamőrosztályok) jelzik a magyar viszonylatban korszerű összfegyvernemi struktúrára való törekvést. A hadsereg rendszeresített létszáma ekkor mintegy 46 ezer katona polgári alkalmazott volt.
A fejlődést megszakította Pálffy György altábornagy letartóztatása 1949 nyarán. A jugoszlávok magyarországi felforgató szerepének bizonyítására politikai pert indítottak Rajk László belügyminiszter ellen, és mivel összeesküvés nem lehetséges katonai résztvevők nélkül – a nyomozást kiterjesztették a honvédség felügyelőjének személyére. A katonapolitikai osztály élén hírhedtté vált, de a honvédség fejlesztésben érdemeket szerzett tábornok 1949. október 24-i kivégzéséről film készült, amelyet tiszti gyűlésen kötelező volt megtekinteni. Az üzenet nyilvánvaló volt: "mindenkiből a munkásosztály, illetve annak élcsapata, a párt csinált vezetőt és mindenki csak addig marad vezető, ameddig a munkásosztály érdekében dolgozik, ameddig a párt utasításait teljesíti".

### Az 1950-es évek
A népgazdasági ötéves tervek szerint kezdődött el már 1948 végén a hadsereg gyorsított fejlesztési tervének kidolgozása. 1951 őszéig nyolc lövész- és egy páncéloshadosztályt, hadseregközvetlen tüzérséget, légierőt és légvédelmi tüzérséget alakítottak ki. Még e nagyságrendileg nem túl jelentős haderő is rendkívüli megterhelést igényelt, 1950-ben az állami költségvetés 25%-át (!) a hadiipar kiépítése, a háborús mozgósításra való felkészülés olyan terheket jelentettek, amelyek évekkel később váltak csak nyilvánvalóvá. Mindezek azonban ekkor nem képezték mérlegelés tárgyát.
A fejlesztési terv szükségletei megkövetelték a tisztképzés ütemének növelését. Ráadásul mivel a szovjet gyakorlat nem ismerte a hivatásos tiszthelyettesi kart, a korábban tervezetteknél is jóval több új tisztre volt szükség. A tisztképzés egy évre lerövidített időben az újonnan felállított fegyvernemi tiszti iskolák feladata lett. Így jöttek létre 1949. október 1-jével a Bem légvédelmi tüzér, a Dózsa gyalogos, a Kilián repülő hajózó, a Kossuth tüzér, a Rákóczi páncélos, a Ságvári hadtáp, a Táncsics műszaki, a Vasvári repülő szakkiképző, a Zalka híradótiszti iskolák. A tiszti továbbképzés színtere a Hadiakadémia volt.
1949. augusztus 1-től a Honvédelmi Minisztérium szervezetében megszűntek a honvédség felügyelőjéhez kötődő szolgálati beosztások. A fegyvernemi szemlélők fegyvernemi parancsnokságokká alakultak át, és a miniszter közvetlen alárendeltségébe kerültek. Ugyancsak ide sorolták át a korábban a vezérkar alá tartozó Országos Légvédelmi Parancsnokságot is. Az Anyagi főcsoportfőnökség új elnevezése Hadtápszolgálat-főnökség lett. A miniszter mellett a Honvédség csapatainak szemlélője beosztás létesült.
Az 1949. évi őszi szervezés a "Petőfi" fedőnevet viselte. Hadrendje szerint a hadsereg az 5. és 12. lövész-, a 7. páncéloshadosztályokból, továbbá minisztériumközvetlen csapatokból állott. A két lövészhadosztály körül az 5. „A”, míg a 12. „B” típusú volt. Ez azt jelentette, hogy a három lövész-, egy tüzérezredekből, rohamtüzér- és légvédelmi tüzérosztályokból, híradó- és műszaki zászlóaljakból, továbbá ellátóalakulatokból álló hadosztályok közül az „A” típusú volt feltöltve, a „B” típusú csak keretként, csökkentett létszámmal létezett. A páncéloshadosztály alárendeltségébe egy-egy lövész-, harckocsizó- és tüzérezred; felderítő-, műszaki- és híradózászlóaljak, továbbá ellátóalakulatok tartoztak. A közvetlen csapatok közül ki kell emelni egy harckocsi zászlóaljat, egy „A” és kettő „B” tüzérezredet, különböző műszaki alakulatokat. A Kecskemétre települt repülőezrednél megkezdődött a beérkezett 52 db Jak–9P vadászgépre és 50 db Il–10 csapatrepülőre való kiképzés.
Az összlétszám 1950. januárra meghaladta az 53 ezer főt, ami jelentős. 1950. január 10-én a Határőrség kivált a honvédség szervezetéből és az Államvédelmi Hatóság alárendeltségébe került.
Az 1950. március 15-től érvényes "Rákóczi" szervezés a lövész erőket érintette. A katonai közigazgatási szerveire, továbbá a Honvédelmi Minisztériumra egyéb intézkedések vonatkoztak. A csapatok közül Székesfehérváron felállt a 3. lövészhadtest két „A” típusú (5. és a korábban „B” típusú 12.) és egy új keret jellegű, a 17. lövészhadosztályokkal. Létrehozták a hadtestparancsnokság közvetlen egységeit is (tüzérezred, harckocsi-, műszaki- és híradózászlóaljak, rohamtüzér- és légvédelmi tüzérosztályok). A 7. páncéloshadosztály szervezete egy gépkocsizó lövész- és egy légvédelmi tüzérezreddel, további két rohamtüzérosztállyal bővült. Megnövekedett a repülőcsapatokat kiszolgáló szervezetek száma. A hadsereg létszáma májusban megközelítette a 65 ezer főt.
A szervezési intézkedés gyakorlati megvalósítását már nem érhette meg hivatalában a vezérkar főnöke és számos munkatársa. Az országon eluralkodó gyanakvás és ellenségkeresés elérte a hadsereg felső vezetését is. Kivégezték Sólyom László altábornagyot, vezérkari főnököt, hogy utat csináljanak az ún. megbízható tiszteknek, akik hűen követik a Magyar Kommunista Párt parancsait.
1950. augusztus 1-jével a katonai közigazgatás terén áttértek a hadköteles-nyilvántartási rendszerre. A nyilvántartás újjászervezését az 1949-es népszámlálás kitöltött katonai kérdőíveire építették. Ugyancsak augusztus 1-vel a Honvédelmi Minisztérium megnövelt létszámmal új szervezési elvek alapján felépített szervezetre tért át. A hadsereg legmagasabb irányító szervei az alábbiak voltak: Honvéd Vezérkar, Politikai főcsoportfőnökség, Általános kiképzési csoportfőnökség, Légierő-, Műszaki-, Országos Légvédelmi-, Páncélos, Tüzérparancsnokságok, Hadtápszolgálat főnökség, Személyügyi főcsoportfőnökség, pénzügyi csoportfőnöksége, Igazságügyi osztály, Elnökség csoportfőnökség.
Az elviselhetetlen gazdasági terhekkel járó erőltetett fejlesztés eredményeképpen a hadrendben rendszeresített létszám 1953 elejére 210 412-re nőtt. A hadrenden kívüli csapatokkal (hadtáp, műszaki, bányász-) együtt a létszám elérte csúcspontját, a 218 224 főt.
A korszakra jellemző, hogy rövid időszakok alatt alakulatokat hoztak létre, majd megszüntettek, átdiszlokáltak. A csapatoknak nem volt alkalma összekovácsolódni. A szovjet mintára való áttérés és a régi jól kiképzett tisztek és tiszthelyettesek eltávolítása szétzilálta a hadsereget. A gyorstalpalón képzett alacsony iskolai végzettséggel rendelkező tisztek nem voltak képesek a rájuk bízott feladatokat végrehajtani.
Sztálin 1953-as halála után enyhült a helyzet és új politikai irányzat bontakozott ki Nagy Imre miniszterelnök vezetésével.
A Magyar Dolgozók Pártja Politikai Bizottságának 1953. július 22-i határozata szerint a hadsereg rendszeresített létszámát 6708 tiszttel, 8883 tiszthelyettessel, 6699 tiszti iskolai hallgatóval és növendékkel 29 970 honvéddel, valamint 2206 polgári alkalmazottal – összesen 54 466 fővel, azaz a rendszeresített létszám közel 25%-ával kellett csökkenteni. A végrehajtásért az újonnan kinevezett miniszter, a korábbi vezérkari főnök Bata István altábornagy volt a felelős.
1954-ben folytatódott a hadsereg létszámának csökkentése, de ez most együtt járt a struktúra minőségi javítására való törekvéssel. A rendszeresített létszám még mindig meghaladta azonban a 152 ezer főt.
1955 márciusában összevonták az Országos Légvédelmi Parancsnokságot és a Légierő Parancsnokságot Országos Légvédelmi és Légierő Parancsnoksággá. A katonai közigazgatás szervezetét 1955. július 1-jével átalakították. Megszűntek a honvédkerületi parancsnokságok, míg az alsó fokú szervek átszervezése során egy fővárosi, 19 megyei, 22 fővárosi kerületi, 136 járási és 19 városi kiegészítő parancsnokságot hoztak létre.
1955. május 14-én megalakult Varsói Szerződés. Magyarország kötelezettséget vállalt bizonyos csapatoknak az Egyesített Fegyveres Erők Parancsnoksága alá rendeléséről. Ezek az alábbiak voltak: hat lövész- (12., 17., 32., 9., 27. és 8.), két gépesített- (5. és 7.), valamint két vadászrepülő- (25. és 66.) hadosztályok. A kormány szeptember 1-jei döntése értelmében azonban a hadsereg létszámát további 20 ezer fővel csökkenteni kellett. A cél két „A” (3. és 6.) és egy „B” (9.) típusú lövészhadtest fenntartása, három „A” kettő „B” típusú, továbbá egy keretlövész-; kettő „A” típusú és egy keret gépesített hadosztállyal. A lövészhadtestek két lövész- és egy gépesített hadosztályból álltak, létszámuk „A” esetén 22 700 „B” esetén 14 400 fő. Egy „A” lövészhadosztály létszáma 7300 fő, ez a szám „B” típusnál 5800. Az „A” gépesített hadosztály létszáma 5500–6000 fő.
Az egységek számának csökkentése mindenesetre együtt járt a rendszeresített haditechnikai eszközök mennyiségének csökkenésével, azaz a feltöltöttségi mutatók javultak.
Mivel a létszámcsökkentés miatt a sorévfolyamtól nem tudtak mindenkit csapathoz behívni, ezért ismételten felmerült a katonai műszaki kisegítő alakulatok létrehozása. Az 1956. június 1-én felálló parancsnokság létszáma 15 717 fő volt, 33 zászlóaljba, összesen 131 századba szervezve. Ebből 15 bányász-, illetve 9 építő zászlóalj felállítására sor is került. Feladatuk közé tartozott a katonai építkezések elvégzése, illetve a tervutasításos rendszer általános munkaerő-tartalékaként szerepeltek. Létrehozásuk kezdettől fogva aggályokat váltott ki. Működésük a hadkötelezettséget oly mértékben tágan értelmezte, hogy kimerítette a kényszermunka fogalmát.
Egyre feszültebb belpolitikai helyzetben folytatódtak az 1956. őszi átszervezés munkái. Egyrészt a létszámot újabb 15 ezer fővel csökkenteni kellett, másrészt alapvetően módosítani tervezték a csapatok vezetési rendjét. Egy hadsereg-parancsnokság felállítását tervezték, amely átvette volna a Honvédelmi Minisztérium által eddig betöltött feladatkört. A 4. hadsereg parancsnoksága Budapesten került volna megszervezésre, alárendeltségébe tartoztak volna 3. és 6. hadtestek, míg a 9. hadtest felszámolásra került volna.
Összevonásra került több fegyvernemi tiszti iskola. A megindult átszervezési folyamatot azonban 1956. október 23-án elemi erővel kirobbant forradalmi események söpörték el.

### Az 1956-os események és a Néphadsereg újjászervezése
Az 1956-os forradalom és szabadságharc alatt a Néphadsereg erőit minimálisan vetették be. A szovjet intervenciót követően alig maradt hadianyag az országban, és szinte a nulláról kellett felépíteni egy új struktúrát.
A Forradalmi Munkás-Paraszt Kormány a magyar fegyveres erők és testületek újjászervezésére és egységes irányítására létrehozta a Fegyveres Erők Minisztere tisztet, mely posztra Münnich Ferenc altábornagyot állították.
A kormány az 1956. december 8-i határozatában az újjászervezendő Magyar Néphadsereg béke létszámát átmenetileg 63–64 ezer főben állapította meg. Ez a létszám alig 45%-át jelentette a forradalom előttinek.
Uszta Gyula vezérőrnagy, hadseregparancsnok 1957. január végén adta ki a Néphadsereg 1957. évi szervezetének kialakítására vonatkozó intézkedést. Ennek alapján megszűntek a hadtestparancsnokságok, s a korábbi nyolc szárazföldi hadosztályból három maradt meg a legszükségesebb hadosztályközvetlen fegyvernemi- és szakegységekkel és alegységekkel. A hadosztályokat közvetlenül a minisztérium irányította.
Megszűnt a két vadászrepülő-hadosztály, a kivonuló légvédelmi tüzérhadosztály, a négy honi légvédelmi tüzérhadosztály s a megmaradt lényegesen kisebb szervezetek átmenetileg a Vezérkar Légvédelmi Csoportfőnökség közvetlen alárendeltségébe kerültek. Ez a helyzet az év végén változott meg, amikor a honvédelmi miniszter december 7-i intézkedésére megszűnt a Vezérkar Légvédelmi Csoportfőnöksége, s megalakult az Országos Légvédelmi Parancsnokság. A korábbi 13 tiszti iskola az Egyesített Tiszti Iskolában, a két akadémia a Zrínyi Miklós Katonai Akadémiában került összevonásra.
1957. május 28-án aláírták a Magyarországon ideiglenesen állomásozó szovjet csapatok státusáról szóló államközi szerződést.
A Néphadsereg az újjá alakítása során inkább technikai szinten próbált felzárkózni a világ élvonalához, nem emberanyagban.
1957 szeptemberében megindult hadseregfejlesztés. 1958-ra a Honvédelmi Minisztérium közvetlen alárendeltségében egy új – negyedik – lövészhadosztályt hoztak létre. Felállításra került egy Repülő Kiképző Központ parancsnokság Kecskeméten, melynek alárendeltségében három vadászrepülő-ezredet hoztak létre. Az Országos Légvédelmi Parancsnokság alárendeltségébe került a meglévő három légvédelmi tüzérezred.
A Magyar Néphadsereg 1959-re kialakult szervezete a gyöngyösi 4., kiskunfélegyházi 7., békéscsabai 8. és a kaposvári 9. gépkocsizó lövészhadosztályból, a ceglédi 30. tüzérdandárból és a Budapesten állomásozó 46. hadihajós dandárból, valamint tizenhárom különböző fegyvernemi ezredből és számos fegyvernemi és szakalegységből, illetve oktatási és egyéb intézményből állt. A hadsereg létszáma 1959-ben 84.033 fő volt.
Az Elnöki Tanács Révész Géza vezérezredest 1960. május 17-i hatállyal felmentette miniszteri tisztségéből és Czinege Lajost kinevezte honvédelmi miniszterré és egyúttal altábornaggyá.
A szárazföldi hadműveleti csapatok vezetésének javítására 1961 augusztusában Székesfehérváron felállt az összfegyvernemi 5. Hadsereg-parancsnokság. Ennek alárendeltségébe került a meglévő három gépkocsizó lövészhadosztály és az újonnan felállított tatai 11. Harckocsi Hadosztály és a rétsági 31. Önálló Harckocsi Ezred, továbbá több fegyvernemi és szakegység, alegység. A szárazföldi seregtest parancsnoka a honvédelmi miniszter közvetlen alárendeltje lett.
A fejlesztés eredményeként a honi légvédelem 1962-ben 3 rakétaezredben 14 harci osztállyal, 84 rakétakilövővel, a repülőalakulatok pedig, 80 db szuperszonikus- és 80 db hangsebesség alatti repülőgéppel rendelkeztek.
A harmadik ötéves terv időszakában – 1965-től 1970-ig – folytatódott a néphadsereg szervezetének és vezetésének korszerűsítése. A vezetés struktúrájának fejlesztése terén a legjelentősebb változás az volt, hogy 1966-ban a szárazföldi hadműveleti csapatok szervezetének további javítása érdekében létrehozták a ceglédi 3. Hadtest parancsnokságot. Az új hadműveleti parancsnokság átvette a hadsereg-parancsnokságtól a két hosszabb menetkészültségi idejű gyöngyösi 4. Gépkocsizó Lövészhadosztály és a nyíregyházi 15. Gépkocsizó Lövészhadosztály vezetését.
A két haderőnem csapatainál a technikai fejlesztés folytatása következtében további, a magasabb egységeken belüli szervezeti változások következtek be.
A szárazföldi csapatoknál tovább bővültek a magasabb egységek páncéltörő rakétás szervezetei. A tüzérség keretében megkezdődött a felszerelt szervezetek megalakítása.
A lövészcsapatoknál megjelentek a magyar gyártmányú FUG és később a PSZH páncélozott szállító harcjárművek. Ezzel megkezdődött a gépkocsizó lövész csapatok gépesített lövészcsapatokká történő átalakítása. Folytatódott a harckocsik mennyiségének a növelése, minőségi összetételük javítása. A technikai fejlesztéssel egyidejűleg jelentősen növekedett a fegyvernemek és szolgálatok – különösen a harckocsi-, a híradó-, rádiótechnika- és vegyvédelmi csapatok létszáma, ami egyben azt is jelentette, hogy arányuk a lövészcsapatokhoz képest jelentősen megnövekedett. A harmadik ötéves tervben indult meg a szárazföldi csapatokhoz kapcsolódó helikopterek rendszerbe állítása is. Ebben az időszakban tovább nőtt a hadseregen belül a honi légvédelmi haderőnem súlya.
Az 1967-ben megindult országos oktatási reformmal összhangban nagyarányú szervezési és irányításbeli módosítások történtek a Zrínyi Miklós Katonai Akadémián, ahol a szovjet vezérkari akadémiának hazai megfelelőjeként hadműveleti tanfolyam kezdte meg működését. Ugyanebben az évben szűnt meg az Egyesített Tiszti Iskola és helyette a Kossuth Lajos Katonai Főiskola és a Zalka Máté Katonai Műszaki Főiskola képezte a tiszteket. A Kilián György Repülő Tiszti Iskola repülő műszaki főiskolává alakult.
1968-ban a Szovjetunió és a Varsói Szerződés további négy tagországa a „korlátozott szuverenitás” doktrínájára építve, az országok belügyeibe való be nem avatkozás elvét durván megsértve végrehajtotta Csehszlovákia katonai megszállását. A magyar párt és a kormány a Parlamentet megkerülve a beavatkozásban való részvétel mellett döntött. A Magyar Néphadsereg kijelölt csapatai, alapvetően a 8. Gépkocsizó Lövészhadosztály erői hajtották végre a feladatot. A magyar katonai alakulatoknak 1968. július 27-én hajnali 3 órakor rendelték el a teljes harckészültséget és a tartalékosok mozgósításának a rejtett végrehajtását. A csapatok július 28-án foglalták el az Aszód és Rétság közötti területen kijelölt várakozási körleteiket, itt készültek fel a feladat végrehajtására.
A Csehszlovákiába történő bevonulást augusztus 20-án éjszaka rendelték el. A magyar egységek fő tevékenységi körzete a Csallóköz–Nagyszombat–Vágújhely–Nagytapolcsány–Aranyosmarót-Léva határolta terület volt. Csapatainkat október 23. és 31. között elsőként vonták ki Csehszlovákiából.
Az MSZMP Központi Bizottsága 1968-ban hozott határozata a honvédelmi politika fő célkitűzéseként olyan korszerű haderő létrehozását határozta meg, mely agresszió esetén hatékonyan tud harcolni a támadó ellenség ellen. E cél érdekében a harmadik ötéves terv időszakában elkészült a néphadsereg távlati fejlesztési terve, amely 1971–1980 közötti időszakra foglalta össze a hadseregfejlesztés célkitűzéseit és feladatait, egyes kérdésekben pedig előremutatott az 1980 utáni évekre is. A később jóváhagyott távlati fejlesztési koncepció szerint a néphadsereg fejlesztésének alapvető célja az 1970-es évekre az volt, hogy harckészültsége, harci lehetőségeinek fejlődése tartson lépést a potenciális ellenség támadó képességének növekedésével, a többi szocialista ország hadseregeinek színvonalának fejlődésével és biztosítsa, hogy a honi légvédelmi csapatok azonnal, a szárazföldi erők pedig rövid időn belül képesek legyenek eredményesen harcba lépni.
A technikai beszerzések terén 1971 és 1975 között inkább a szárazföldi csapatok, míg az 1970-es évek második felében a honi légvédelmi csapatok kapták a hangsúlyt.
1972. január 1-én a hátországvédelem egységes rendszerének irányítására megalakult a Hátországvédelmi Parancsnokság. Lényeges változást jelentett továbbá, hogy 1973 januárjában megszűnt az eddig minisztérium feladatokat ellátó Országos Légvédelmi Parancsnokság és megalakult az 1. Honi Légvédelmi Hadseregparancsnokság. A csapatrepülő erők vezetésére megalakult a Csapatrepülő Parancsnokság.
1973 elején a Honvédelmi Minisztérium felállította a vietnámi béke megteremtését előmozdító Nemzetközi Ellenőrző és Felügyelő Bizottság magyar tagozatát, amely a Külügyminisztérium megfelelő szerveivel szoros együttműködésben megkezdte a feladatok végrehajtását.
Az 1970-es években végbement jelentős változások ellenére a Honvédelmi Minisztérium hivatalos létszáma 2000 fő alatt maradt.
A honi légvédelmi csapatoknál és a szárazföldi csapatoknál végrehajtott technikai fejlesztés létszámkihatásait a szervezeti felülvizsgálat és a racionalizálás, valamint a felduzzadt szervek csökkentése sem tudta ellensúlyozni. Az 1970-es évek végére azonban láthatóvá vált, hogy ezek az intézkedések csak átmenetileg javították a helyzetet, de nem jártak számottevő eredménnyel. Az alapproblémát – a szervezetek számának folytonos növekedését – az intenzív minőségi fejlesztés időszakában sem sikerült megoldani. A szervezetek számának a növekedése és a fejlesztési létszámkorlát mellett egyre nagyobb mértékben „keretesítés” vált szükségessé, aminek következtében az egyes szervezetek létszáma folyamatosan csökkent. Mind nehezebbé vált a szabályzat szerinti béketevékenység folytatása, a kiképzési feladatok végrehajtása, a harckészültség előírt szintjének és a mozgósítási feladatok naprakészségének a biztosítása.

### 1980-as évek
Az 1970-es évek végén a felső politikai vezetés olyan igényt támasztott a katonai vezetéssel szemben, hogy országunk nagyságrendjének, földrajzi elhelyezkedésének, a Varsói Szerződésben betöltött helyzetének, valamint a fegyverzetben és a technikában végbemenő változásoknak jobban megfelelő szervezeti struktúra kialakítására tegyen javaslatot. Országunk nagyságának és katonaföldrajzi helyzetének jobban megfelelő, a meglévőnél kisebb, kevesebb, de korszerűbb eszközökkel rendelkező, könnyebben vezethető hadsereg kialakítása volt a cél. 1984 végén nyugállományba helyezték Czinege Lajos hadseregtábornokot, akinek honvédelmi miniszteri tevékenysége idején a bizonyos szempontból való anyagi szűkösség ellenére megnyilvánuló pazarlás, valamint a tábornoki és tisztikarban a hatalommal való visszaélés és korrupció vert gyökeret.
Az Egyesített Fegyveres Erők főparancsnokával egyeztetve kidolgozott tervek mindkét haderőnem vonatkozásában lényeges változtatásokat írtak elő, melyeknek végrehajtása 1985-től kezdődik meg. Ez volt az ún. RUBIN-feladat.
A honi légvédelemnél – HM-szervként, egyben hadászati-hadműveleti vezető szervként – Légvédelmi és Repülő Parancsnokság jött létre. Megszűnt az 1. honi légvédelmi hadsereg-parancsnokság és a két hadosztályparancsnokság. Helyettük megalakult az 1. honi légvédelmi hadtestparancsnokság Veszprémben, amelynek közvetlen alárendeltségébe került a honi légvédelem mindhárom fegyvernemének (repülő-légvédelmi rakéta- és rádiótechnikai alakulatok) valamennyi csapatszervezete.
A szárazföldi csapatoknál – bár a seregtest vezetési szint (5. hadsereg-parancsnokság) és a seregtest közvetlen csapatok változatlanul maradtak – teljesen új szervezeti struktúra jött létre. Megszűntek a hadosztály és részben az ezredszervezetek. Az új szervezetek raj, szakasz, század, zászlóalj, dandár, hadtest, hadsereg vezetési lépcsők szerint kerültek kialakításra. Ez azt jelentette, hogy Tatán felállt az 1. Gépesített Hadtest parancsnokság, Kaposvárott pedig a 2. Gépesített Hadtest. Az addig önálló ceglédi 3. Hadtestet alárendelték az 5. Hadsereg-parancsnokságnak. Ezzel mindkét haderőnemnél kiiktatódott a hadosztály vezetési szint és így a csapatszervezeteket eltekintve a hadseregközvetlenektől – a nyolc hadosztály helyett négy – egy honi légvédelmi és három szárazföldi – hadtest fogta össze.
A csapatrepülő alakulatoknál a felderítő repülőgépeknek korszerűbbekkel történő lecserélése következtében a 101. felderítő repülőezred helyett önálló század szerveződött. A szállító-, illetve harci helikopterek ezredekbe szerveződtek. Ez utóbbiak létrehozásával a néphadseregben megkezdődött annak a iránynak a pótlása, amelyet az okozott, hogy szárazföldi csapataink nem rendelkeztek saját támogató – vadászbombázó – repülő erővel.
A Légvédelmi és Repülő Parancsnokság létrehozásával megvalósult a légvédelem egységes központi irányítása. Létrejött a Fegyverzeti és Technikai Főcsoportfőnökség amely különösen az anyagi, technikai biztosítás egységes, az egész néphadsereget átfogó rendszerének kialakításával összefüggésben hozzájárult a csapatok technikai ellátottságának javításához.
Megváltozott a szárazföldi fegyvernemi főnökségek szervezeti elrendezése is. A műszaki, vegyivédelmi főnökségek technikai osztályai az új Fegyverzeti és Technikai Főcsoportfőnökségbe olvadtak be. Maguk a főnökségek pedig a tüzérfőnökséggel együtt a Kiképzési Főfelügyelő irányítása alá kerültek.
A fenti átszervezéssel kapcsolatos okmányok a szervezeti és vezetési változásokat nem nevezik reformnak, de joggal állítható, hogy ezek olyan mérvűek, amelyek kimerítik „egy szervezeti és vezetési reform” kritériumait.
A reformok, szerkezeti átalakítások ellenére a hadsereg helyzete alapvetően nem változott. A társadalomban, gazdaságban, politikában zajló folyamatok elemzése elmaradt, a döntés-előkészítések esetében alacsony színvonalú elméleti munka volt jellemző. Az egyre szorítóbb gazdasági kényszer nyomására a hadseregben igazán lényeges technikai fejlesztések nem történtek. Katonai szakemberek már az 1980-as évek elején megállapították, hogy a Magyar Néphadsereg technikai lemaradása több évtizedes. Külön gond volt a katonatiszti hivatás alacsony presztízse (a leértékelődés 1945 óta folyamatos volt). A II. világháború utáni időszakban a tiszti tanfolyamok és iskolák képzésének színvonala és jellege összehasonlíthatatlanul rosszabb volt a korábbihoz képest, s ez az évtizedek során – társadalmi, politikai okok miatt – nem sokat változott. A tiszti hivatás társadalmi megbecsültségének lecsökkenését az is okozta, hogy a néphadsereg hivatásos katonájának mindenkor a rezsim hű támaszának kellett lennie. A negatív társadalmi folyamatok kiszélesedésével és a diktatúra keményebb változatának megszűntével párhuzamosan romlott a hadsereg általános fegyelmi helyzete is, mely az 1970-es, 1980-as években vált szembeötlővé.
1988-ban a néphadsereg békelétszáma 106 800 fő volt, közvetlenül a rendszerváltozást megelőző időszakban 13 gépesített lövész-, 4 harckocsi-, és 4 tüzérdandárja, 4 páncéltörő tüzérezrede, 7 műszaki- és 3 híradóezrede, 1 hadműveleti-harcászati rakétadandára, 3 harcászati rakétaosztálya, 4 felderítő- és 1 deszant rohamzászlóalja, 1 rádiótechnikai dandára, 11 légvédelmi tüzér- és rakétaezrede, 1 harci helikopterezrede védte az ország határait és légterét. Ezenkívül még számos híradó, elektronika harc, vegyvédelmi, ellátó, javító, szállító és egyéb egység és alegység, valamint különféle hadtáp, kutató és oktatási intézetek szerepeltek a hadrendben. A csapatoknál 113 harci repülőgép, 96 harci helikopter, 1435 harckocsi, 2310 páncélozott szállító harcjármű, 27 tüzérségi rakétaindító, 1750 tábori tüzér löveg, 270 páncéltörő löveg, kb. 500 légvédelmi fegyver és kb. 50 önjáró hídvető állt szolgálatban.

### A Néphadsereg ismét Honvédséggé vált
A rendszerváltozás a hadseregben már 1989-ben megkezdődött. Júliusban a rendfokozat utáni „elvtárs” megszólítás „bajtárs”-ra változott (egy évvel később pedig „úr”-ra), megszüntették a szocialista versenymozgalmat és döntöttek a néphadsereg állományának 9%-os csökkentéséről. A Politikai Főcsoportfőnökség átalakult Nevelési és Szociálpolitikai Főnökséggé, s ugyancsak megszűnt a politikai helyettesi intézmény. Októberben feloszlott az MSZMP néphadseregi bizottsága, megtiltották a hadseregen belüli politizálást, engedélyezték a katonák szabad vallásgyakorlatát. Megkezdődtek a NATO és a Varsói Szerződés között leszerelési tárgyalások, valamint a magyarországi szovjet csapatok csökkentése.
A kormány 1989. november 30-i határozata szerint további 20–25%-os csapatcsökkentést kell végrehajtani, a néphadsereget nemzetközi haderővé alakítani és a diszlokációt egyenletessé tenni. Kettéválasztották a vezetést, melynek feladatát a Honvédelmi Minisztérium és az újonnan létrejött Honvédség Parancsnokság végezte december 1-jétől. A hónap végén megindulnak a hadsereg segélyszállítmányai a romániai felkelők támogatására. A gépkocsioszlopok kizárólag gyógyszert, vért, orvosi eszközöket, élelmiszert, ruhaneműt vittek, s azokat fegyvertelen katonák kísérték. 1990. március 15-től a haderő hivatalos neve Magyar Honvédség.

## Sorkatonai szolgálat[7]
- 1950-1960-as évek: 27 hónap volt a sorkatonai szolgálat
- 1976-ig 24 hónap
- 1977-1989-ig 18 hónap[forrás?]

## Vezetői

### Honvéd Vezérkari Főnökök
Magyar Honvédség (1946–1951)
- Vörös János vezérezredes (1945. november 15 – 1946. szeptember 1.), korábbi MKH VKF 1944-ben
- a poszt 1946. és 1948. között betöltetlen a haderőszervezés és az 1947-es párizsi béketárgyalások miatt
- Sólyom László (1948 – 1950), a tábornokok perében kivégzik.
- Bata István (1950 – 1951)

Magyar Néphadsereg (1951–1990)
- Bata István (1951 – 1953. augusztus 10.)
- Székely Béla (1953. augusztus 11 – 1954. november 22.)
- Tóth Lajos (1954. november 23 – 1956. október)
- Kovács István (1956 október – november)
- Hegyi László vezérőrnagy (1956. november – 1957)
- Tóth Lajos vezérőrnagy (1957 – 1961), megbízott VKF Ugrai kiküldetése idején, másodjára VKF
- Ugrai Ferenc altábornagy (1957 – 1963), 1961-ig a SZU-ban volt vezérkari kiküldetésben
- Csémi Károly vezérőrnagy (1963 – 1973)
- Oláh István vezérezredes (1973. január 19 – 1984. december 6.), 1985-től hadseregtábornok mint HM
- Pacsek József (1984 – 1989)
- Borsits László altábornagy (1989. december 1 – 1990. március 1.)

### A Magyar Néphadsereg tüzérségének vezetői
Honvéd tüzérszemlélő
- Pórffy György vezérőrnagy

A Magyar Néphadsereg tüzérparancsnoka
- Pórffy György vezérőrnagy (1949. december 29 – 1950. május 27.)
- Boksai István ezredes (1950. május 28 – 1951. július 5.)
- Madarász Ferenc ezredes (1951. július 6. – 1953. szeptember 30.)

A Magyar Néphadsereg tüzérfőnöke
- Borbás Máté ezredes (1953. október 1. – 1953. június 9.)
- Ugrai Ferenc ezredes (1955. június 10. – 1957. február 15.)
- Lóránt Imre ezredes (1957. február 20. – 1961. szeptember 1.)

A Magyar Néphadsereg rakéta- és tüzérfőnöke
- Simonyi Gyula (1961. szeptember 22. – 1971. március 31.)
- Vilmányi Imre ezredes (megbízott) (1971. április 1. – 1972. október 1.)
- Bohunka Gyula vezérőrnagy (1972. október 1. – 1984. április 1.)
- Siska József vezérőrnagy (1984. április 1. – 1990. november 1.)

## A Néphadsereget szabályozó fontosabb jogszabályok
Honvédelmi törvények
- 1976. évi I. törvény a honvédelemről
- 1980. évi V. törvény a honvédelemről szóló 1976. évi I. törvény módosításáról
- 1989. évi XXII. törvény a honvédelemről szóló 1976. évi I. törvény módosításáról

A szervezet állományának jogállásairól
A sorkatonai szolgálatról
A szervezet létszámáról

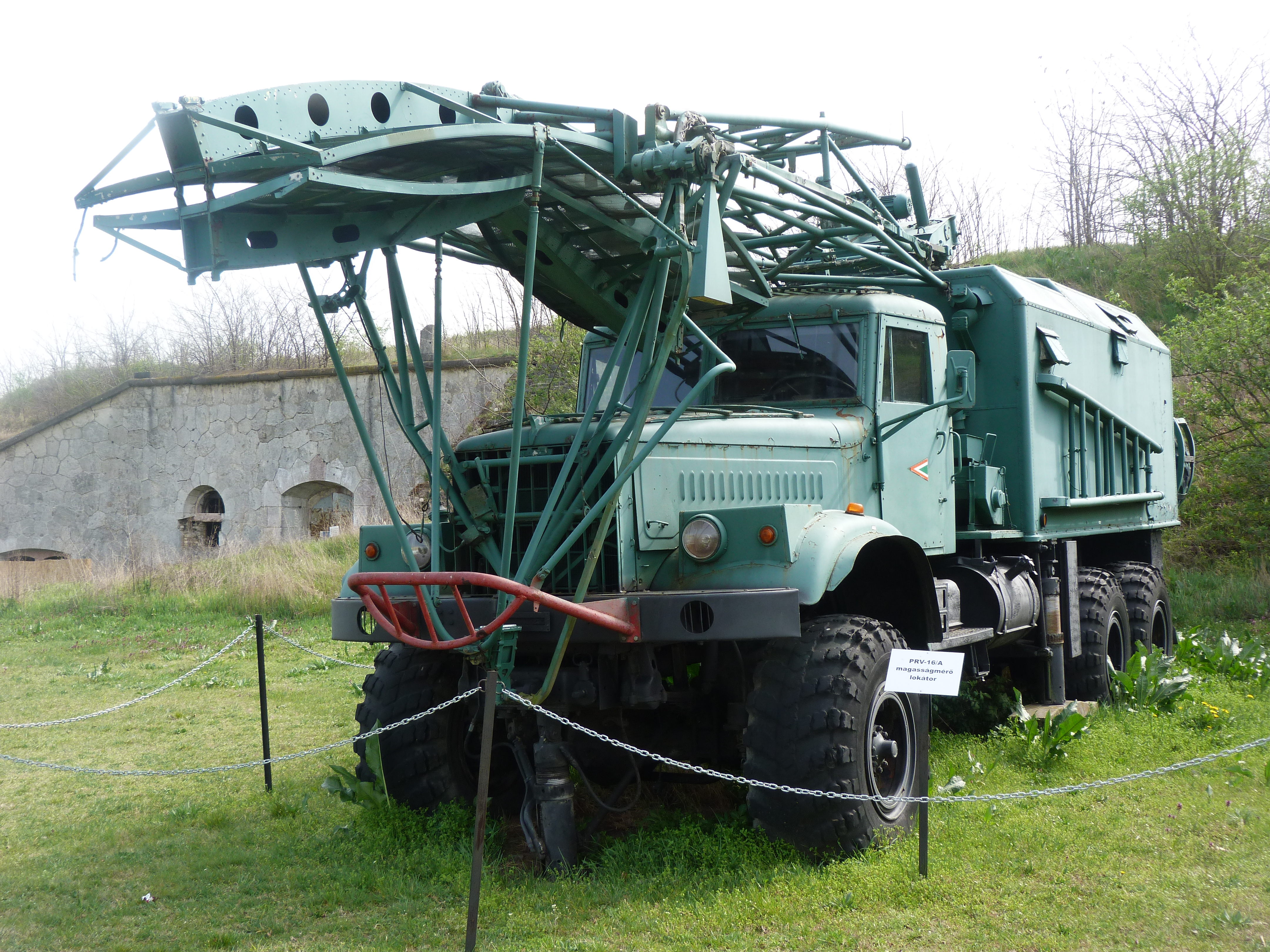
PRV 16/A magasságmérő lokátor
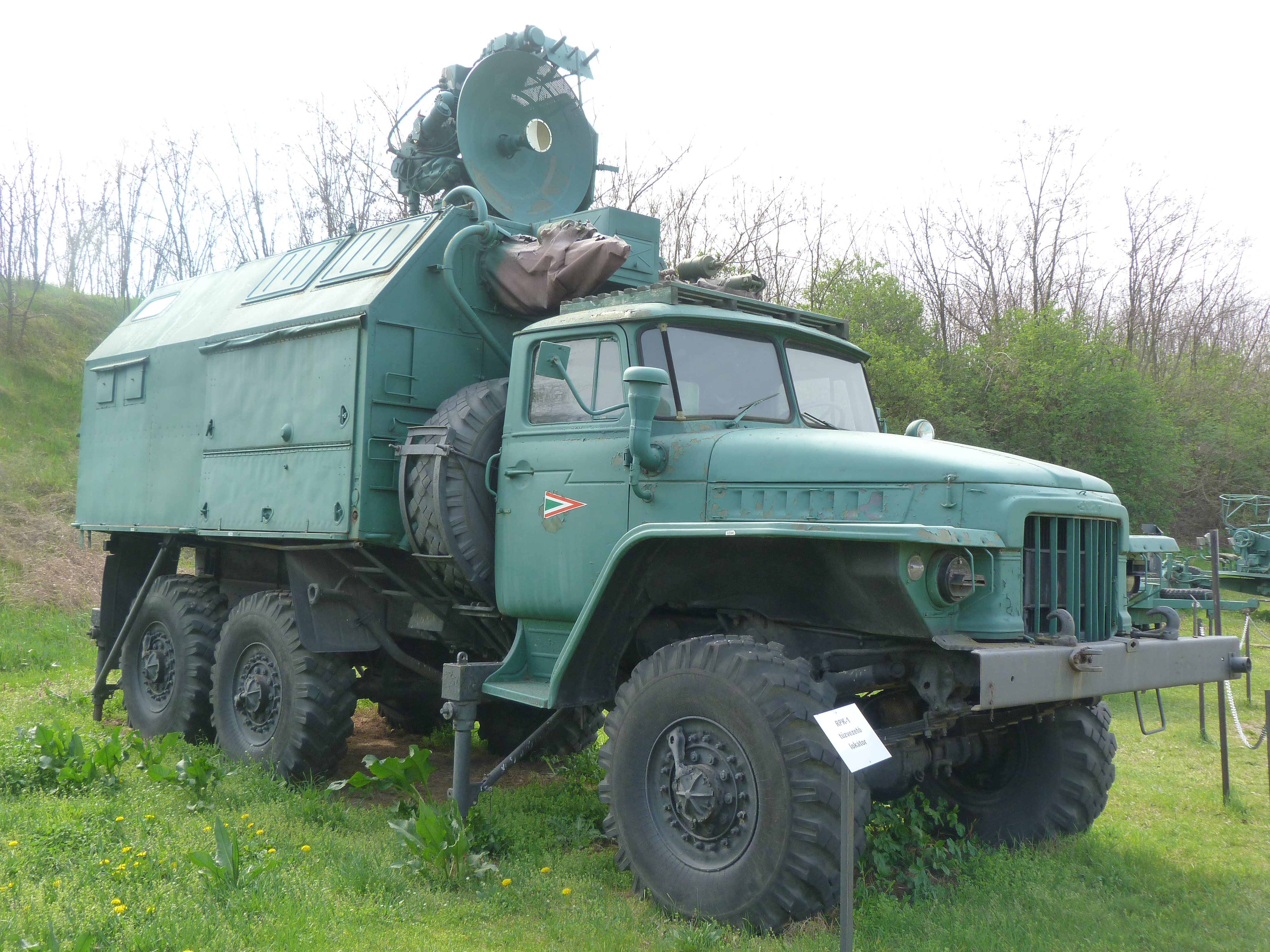
RPK-1 tűzvezető lokátor
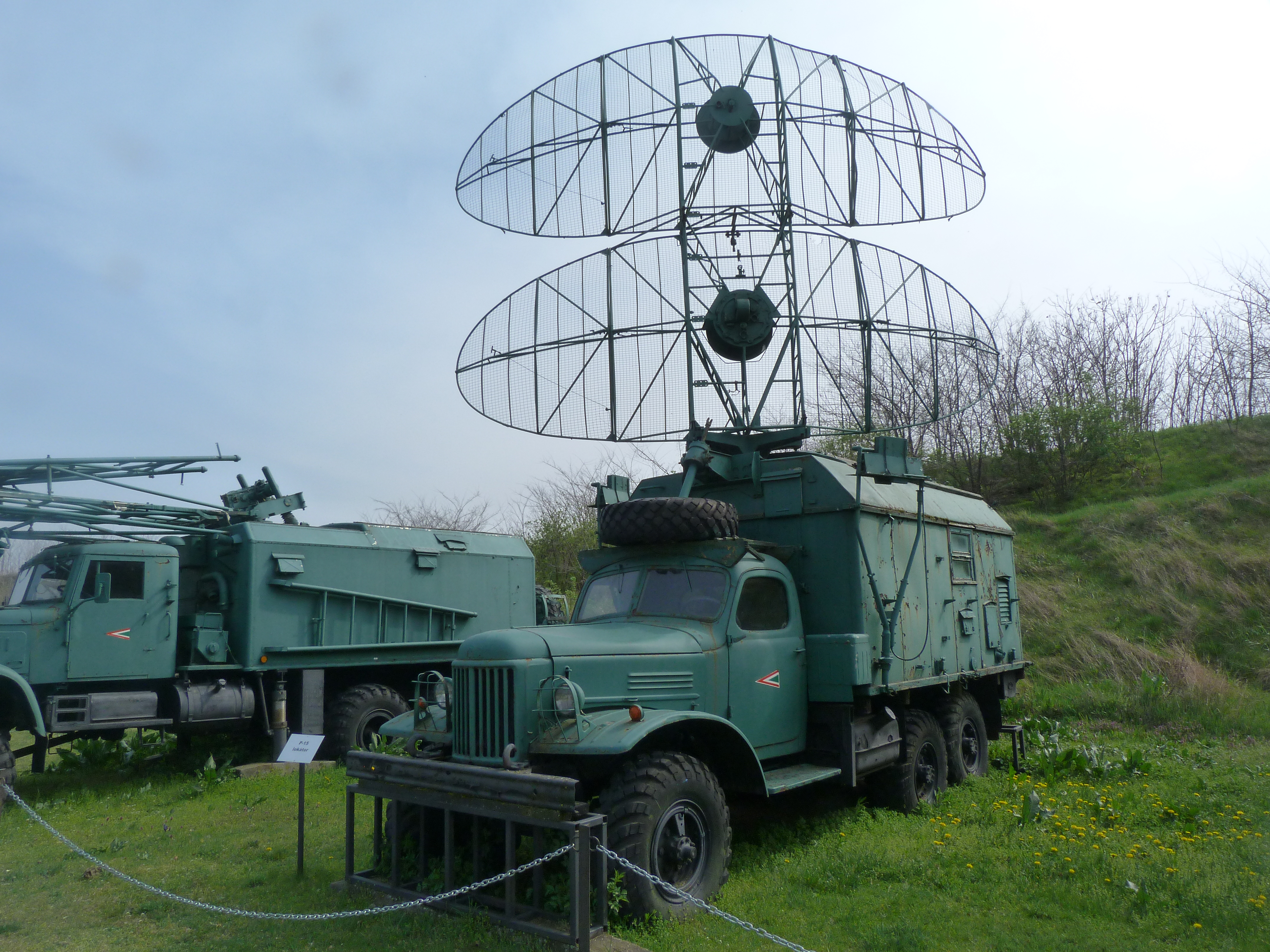
P-15 lokátor
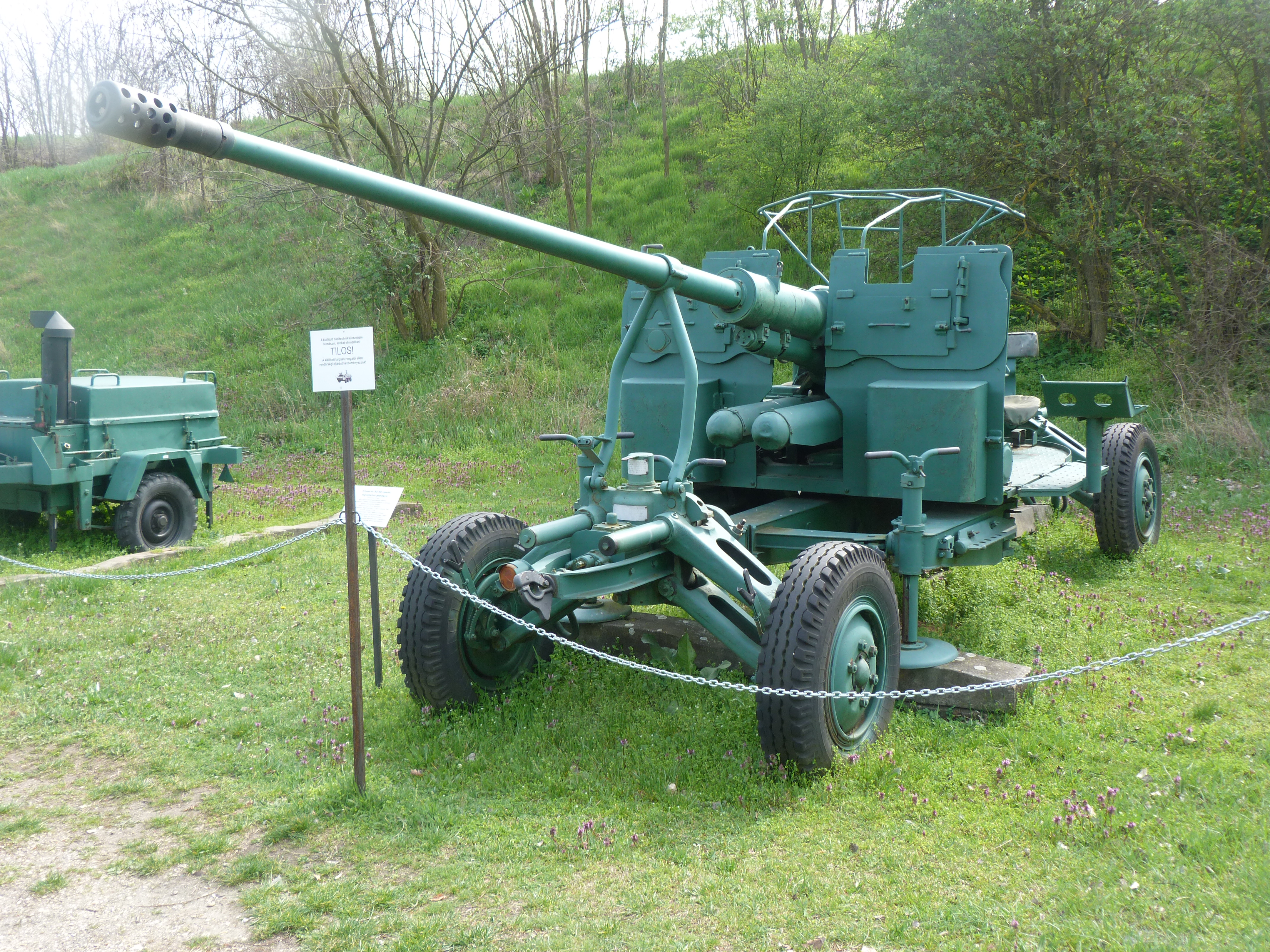
SZ-60 57 mm-es légvédelmi gépágyú
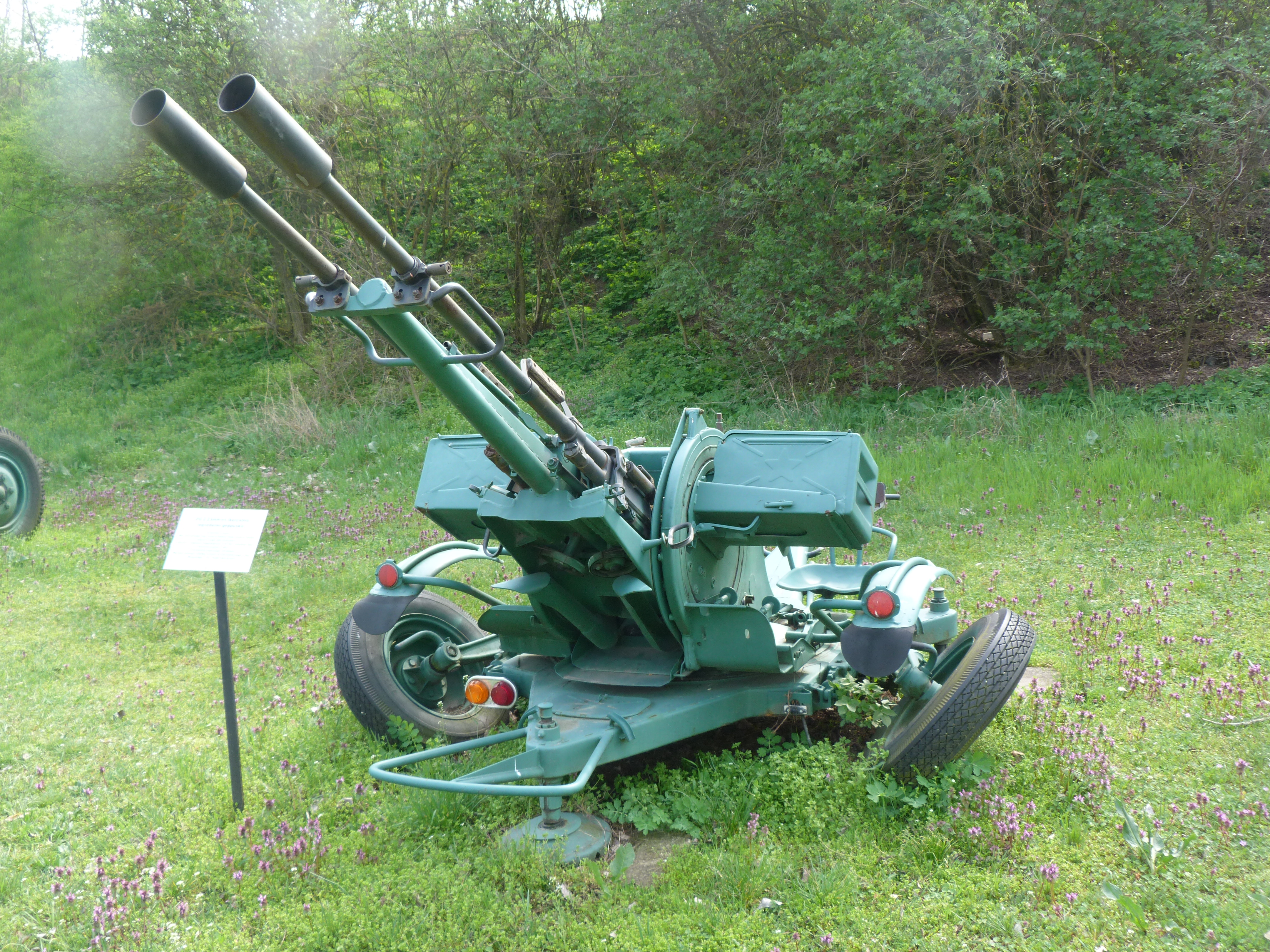
ZU-23-2 23 mm-es ikercsövű légvédelmi géppuska
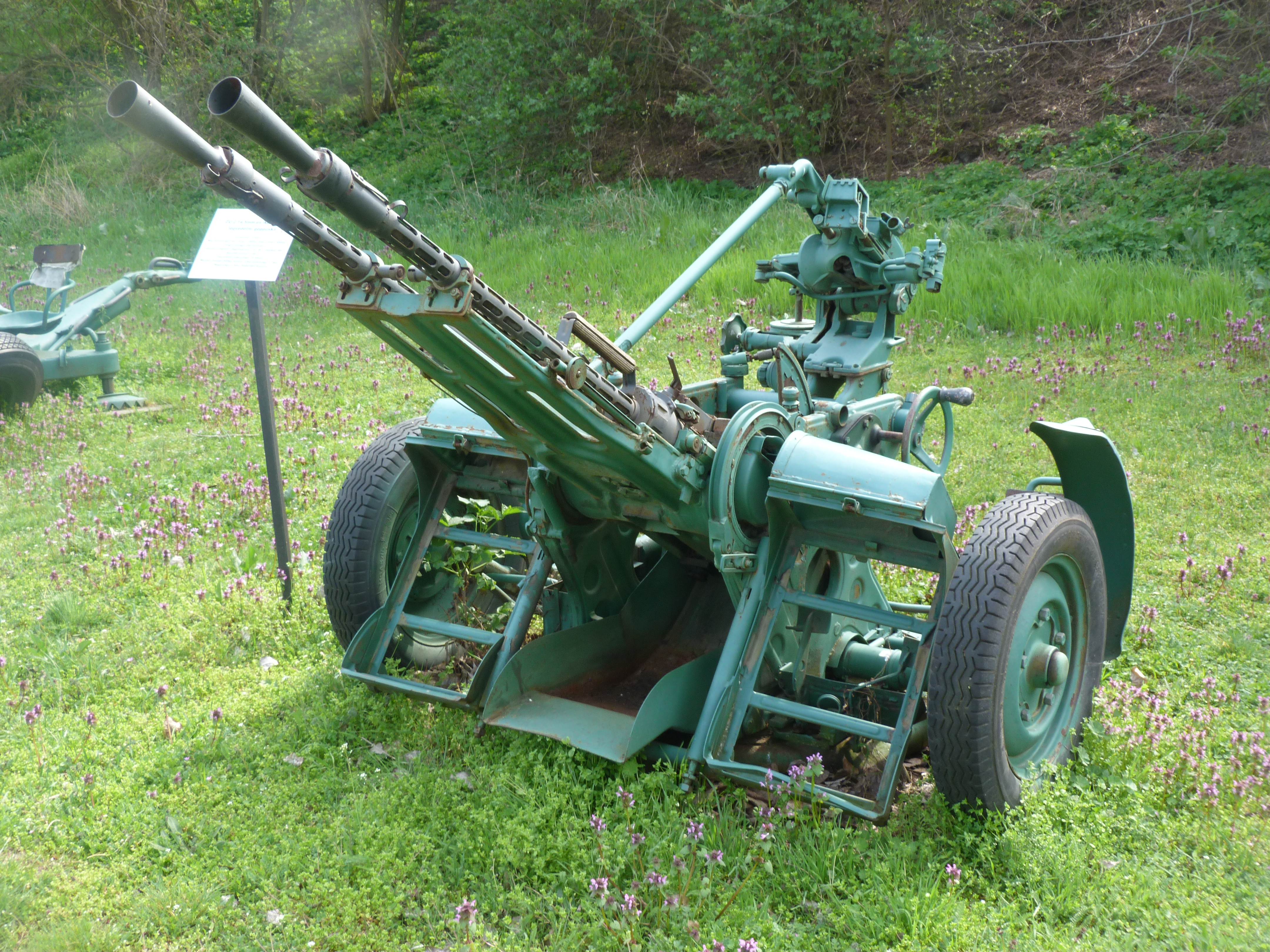
ZU-2 14.5 mm-es légvédelmi géppuska
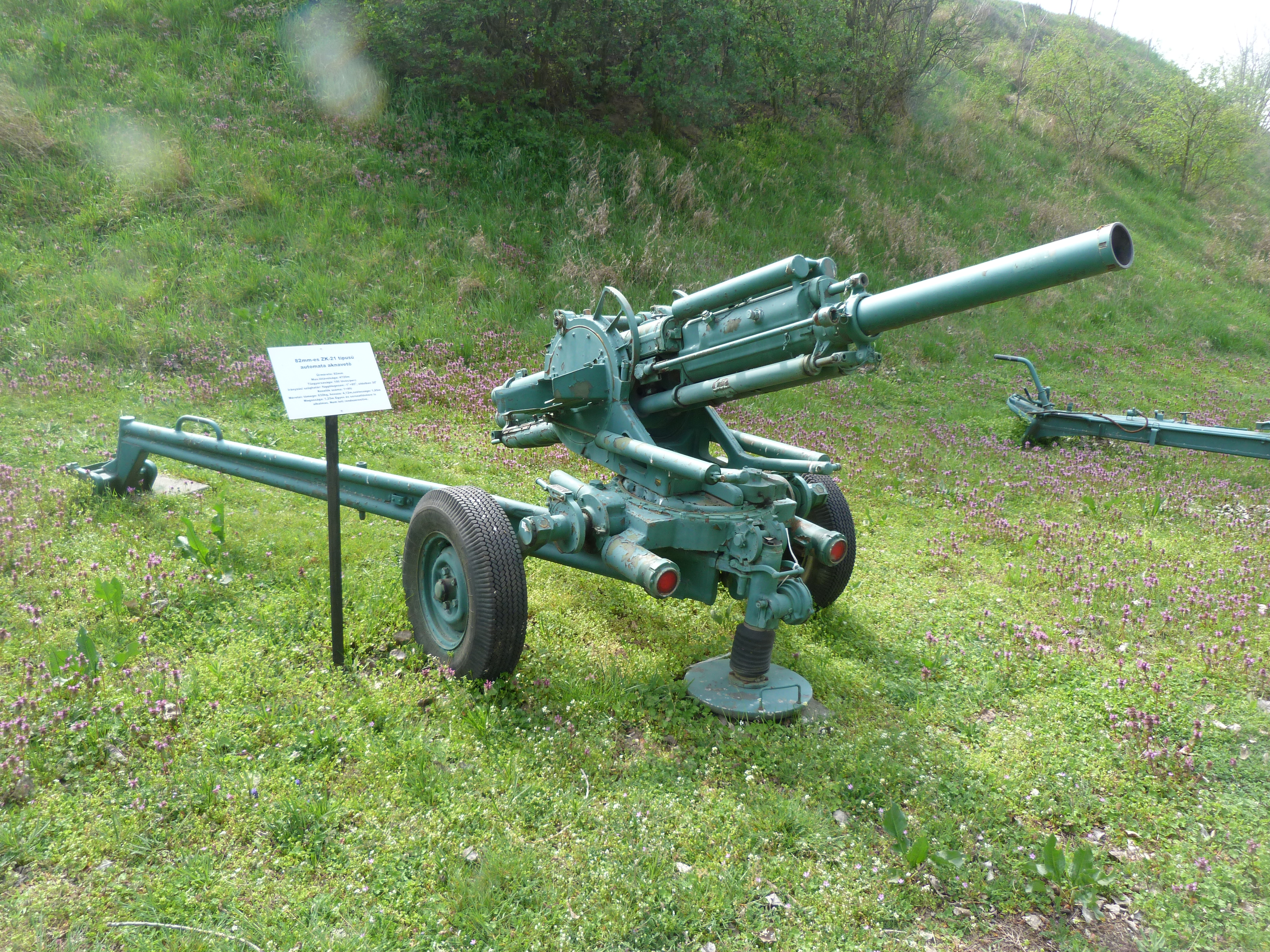
ZK-21 82 mm-es automata aknavető
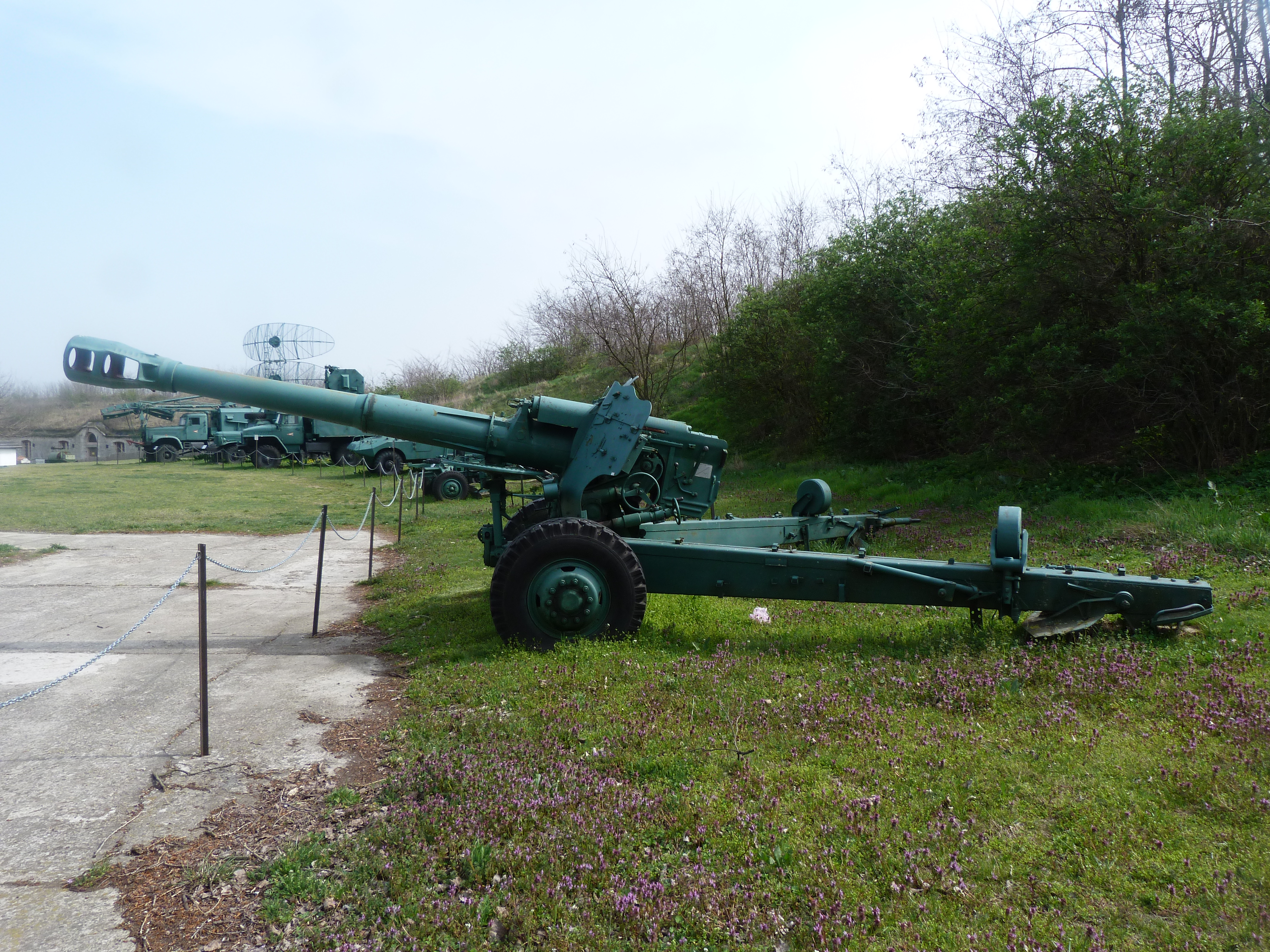
152 mm-es D 20-as ágyútarack
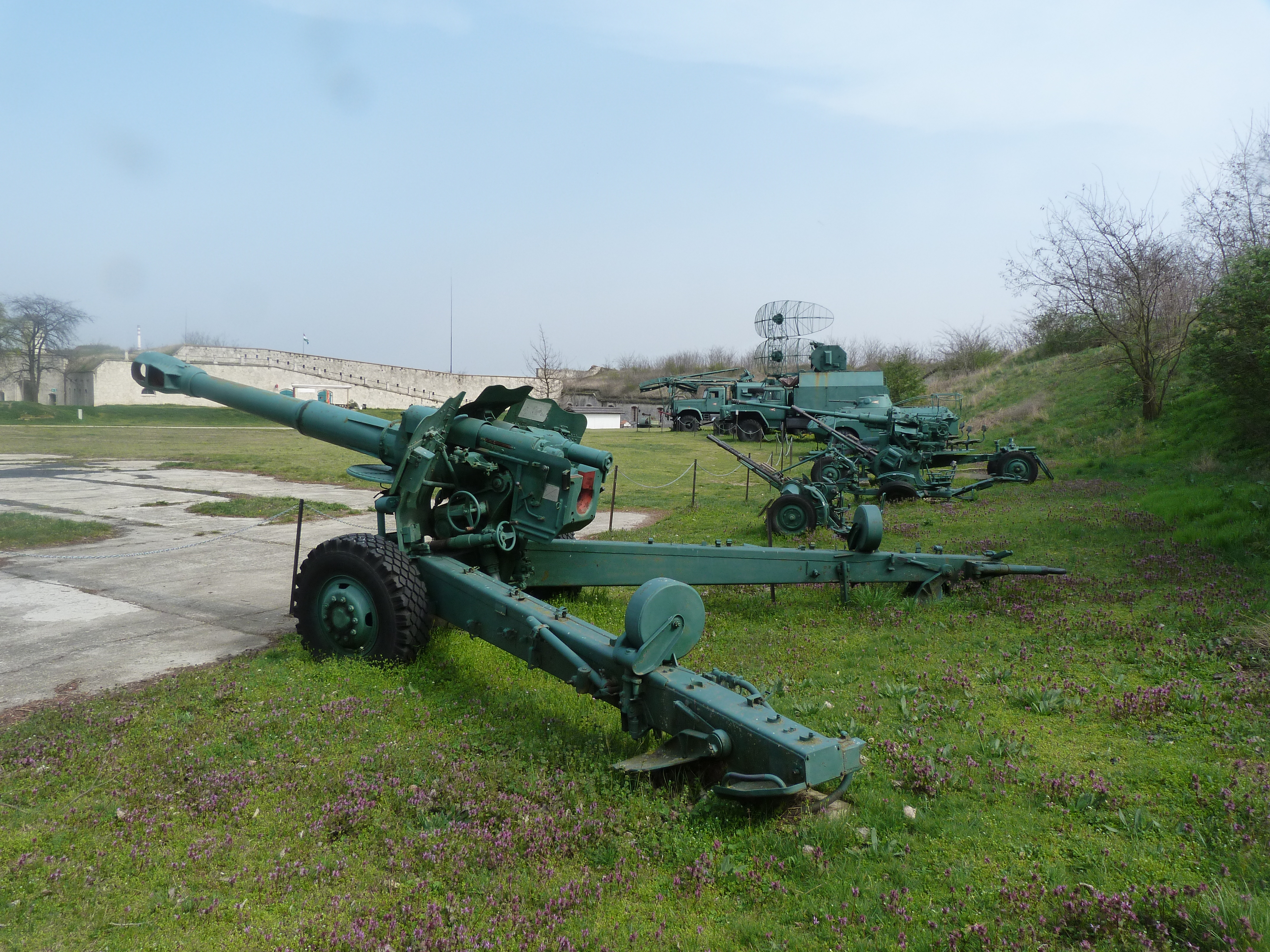
152 mm-es D-20 ágyútarack
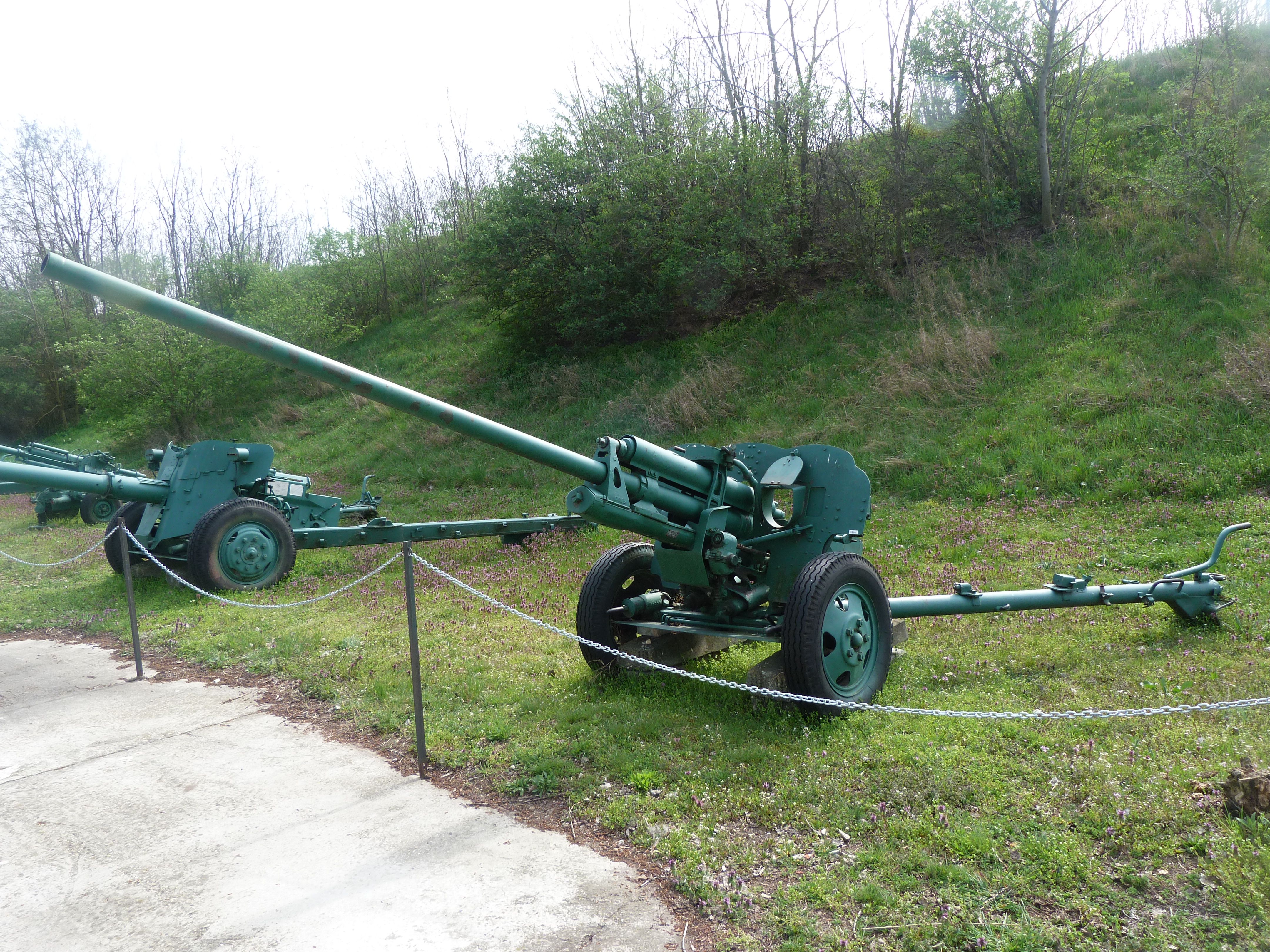
57 mm-es 1943M páncéltörő ágyú
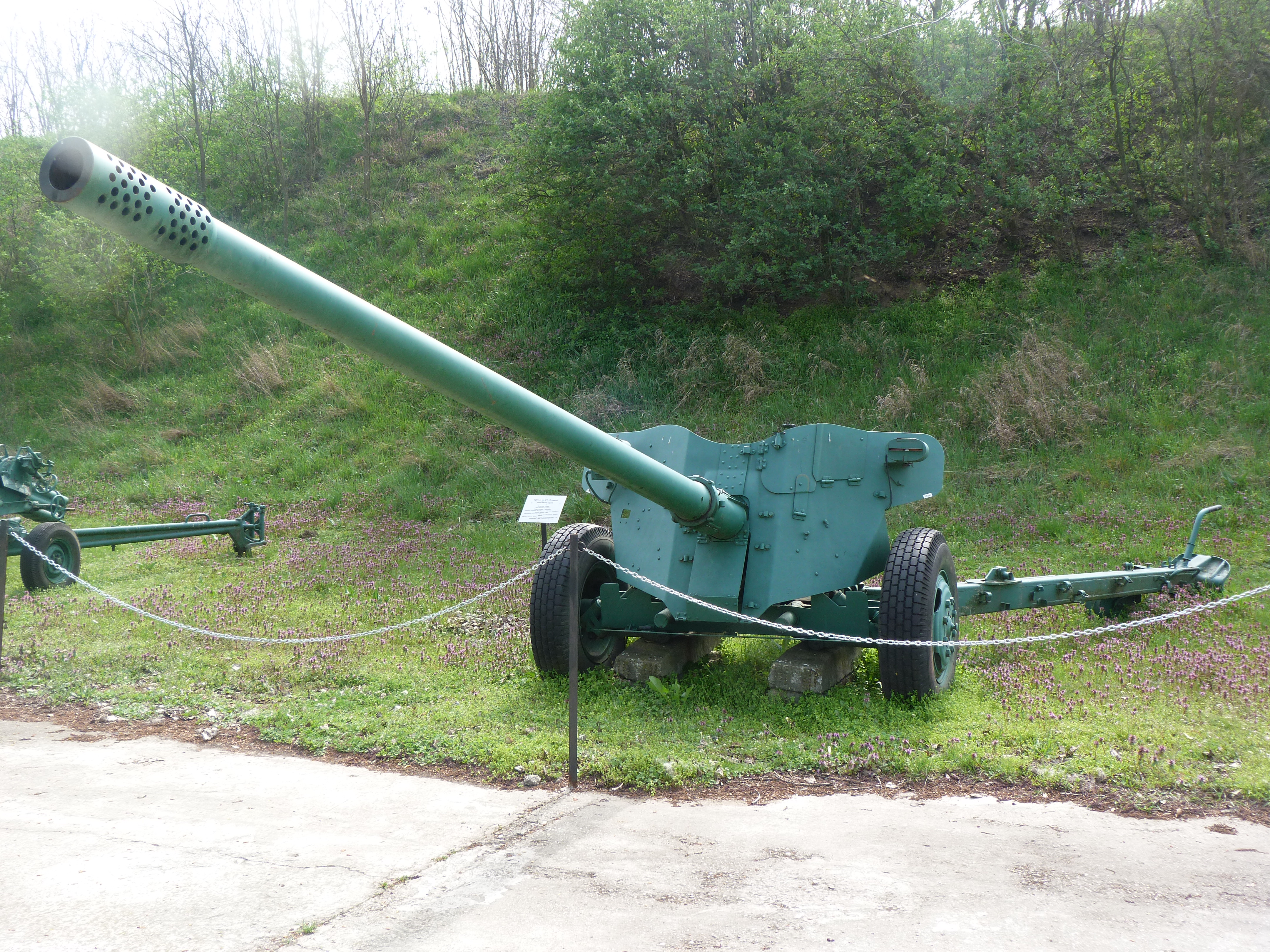
100 mm-es MT-12 páncéltörő ágyú
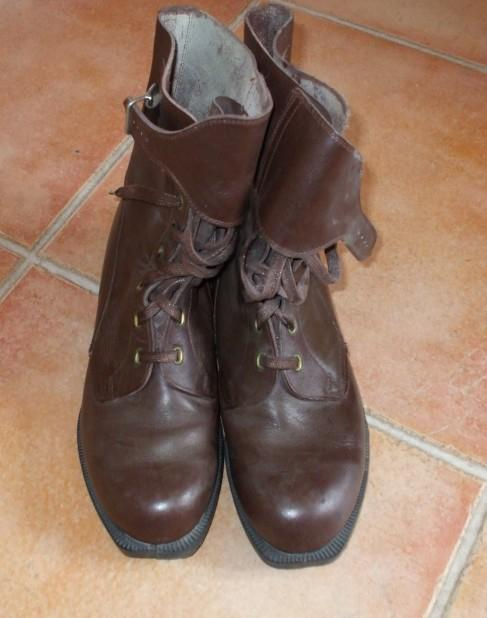
M65-ös mintájú lábbeli (surranó)
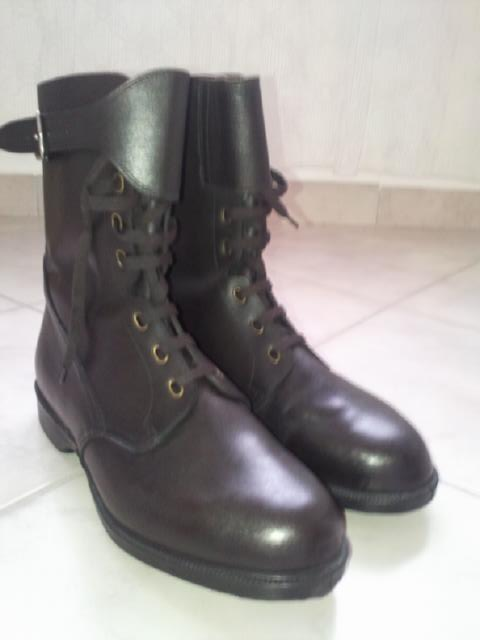
M65-ös mintájú lábbeli (surranó)
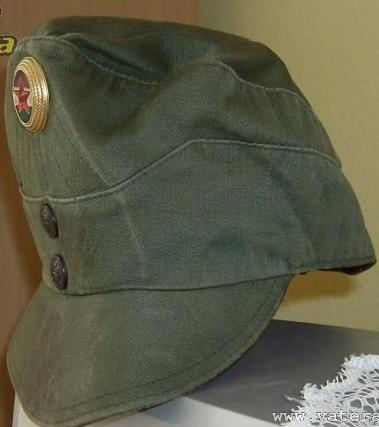
1965/75 M nyári gyakorlósapka

## Kapcsolódó szócikk
- Magyar Királyi Honvéd Ludovika Akadémia
- Zrínyi Miklós Nemzetvédelmi Egyetem
- Nemzeti Közszolgálati Egyetem
- Magyar hadtörténet a hidegháború idején
- 5. Hadsereg